# Aide royale
Aide royale (fr.) – rodzaj podatków pośrednich we Francji ancien régime’u pobierany z góry od dóbr, artykułów żywnościowych, środków transportu itp.
Aide royale nałożono po raz pierwszy w 1360 r. z inicjatywy Stanów Generalnych, by opłacić okup za króla Jana Dobrego uwięzionego przez Anglików od czasu bitwy pod Poitiers. 
W późniejszym okresie aides pobierano w okręgach generalnych Alençon, Amiens, Bourges, Caen, Châlons, La Rochelle, Lyon, Moulins, Orlean, Paryż, Poitiers, Rouen i Soissons, a także w kilku elekcjach Górnej Burgundii.
Każdy rodzaj aide dzierżawiono dorocznie. W 1663 r. dzierżawa stała się zbiorcza i została ujęta w ramy Ferme générale. W 1780 r. Jacques Necker, pragnąc przypodobać się opinii publicznej, powierzył pobór aides Régie Générale. W 1788 r. ogólny dochód z aides wynosił około 50 milionów liwrów. Podczas rewolucji francuskiej wszystkie aides zostały zniesione. 
Pozwy związane z poborem aides rozpatrywał Cour des Aides.